# 韋伯 (密蘇里州)
韋伯（英語：Weber）是位於美國密蘇里州劉易斯縣的非建制地區。

## 歷史
韋伯的郵局於1882年設立，其後於1907年停運。

## 地理
韋伯所處的海拔為高於海平面180米（即591英呎），而該地所採用的時區為UTC-6，即北美中部時區（CST）。同時該地設有夏令時間，為UTC-6調快一小時，即UTC-5（CDT）。